# Horní Ves (Trstěnice)
Horní Ves (németül Oberdorf) Trstěnice településrésze Csehországban a Karlovy Vary-i kerület Chebi járásában. Központi községétől 1,5 km-re nyugatra fekszik. A 2001-es népszámlálási adatok szerint 26 lakóháza és 81 lakosa van. Közigazgatási területének részét képezi az elnéptelenedett Skelné Hutě (Glashütten) egykori település is.